# Armendarits
Armendarits (baskisch Armendaritze) ist eine französische Gemeinde mit 392 Einwohnern (Stand 1. Januar 2022) im Département Pyrénées-Atlantiques in der Region Nouvelle-Aquitaine. Die Gemeinde gehört zum Arrondissement Bayonne und zum Kanton Pays de Bidache, Amikuze et Ostibarre (bis 2015: Kanton Iholdy).
Die Bewohner werden Armendariztar genannt.

## Geographie
Armendarits liegt circa 40 Kilometer südöstlich von Bayonne im französischen Teil des Baskenlands in der historischen Provinz Nieder-Navarra.
Umgeben wird die Gemeinde von den Nachbargemeinden:
- Méharin und Saint-Martin-d’Arberoue im Norden,
- Lantabat im Südosten,
- Iholdy im Süden,
- Hélette im Westen sowie
- Saint-Esteben im Nordwesten.

Armendarits liegt im Einzugsgebiet des Flusses Adour und wird durchquert von der Joyeuse (und seinen Zuflüssen, Azkongaratéko erreka und Ossinako erreka) sowie vom Lihoury, am Oberlauf noch Errekahandia genannt, und dessen Zufluss Itharté.

## Geschichte
Der Ortsname taucht im Jahre 1249 in der Form Armandarys in den Schriften auf. Paul Raymond, Archivar und Historiker des 19. Jahrhunderts, notierte die Erwähnung unter dem Namen Armendariz auch im Zusammenhang mit der Kirche Sancta Maria de Armendariz im Jahre 1256 im Kopialbuch von Bayonne.

### Wappen

Wappen von Armendarits

Das Wappen des Adelshauses Armendarits, welches 1256 erstmals in den Urkunden erscheint, ist 2002 von der Gemeinde für den ganzen Ort angenommen worden. Es lässt sich nach Guy Ascarat, Heraldiker und Historiker, folgendermaßen interpretieren.
Die Burg symbolisiert Sicherheit und Schutz, aber auch Reichtum und Macht. Die Kühe sprechen allgemein gesehen die mütterliche Kraft und Fruchtbarkeit an, aber auch die Leistungsfähigkeit und Reichtum der Erde.

### Einwohnerentwicklung
| Jahr      | 1962 | 1968 | 1975 | 1982 | 1990 | 1999 | 2006 | 2009 | 2014 |
| --------- | ---- | ---- | ---- | ---- | ---- | ---- | ---- | ---- | ---- |
| Einwohner | 446  | 420  | 396  | 386  | 372  | 357  | 376  | 381  | 403  |

## Sehenswürdigkeiten

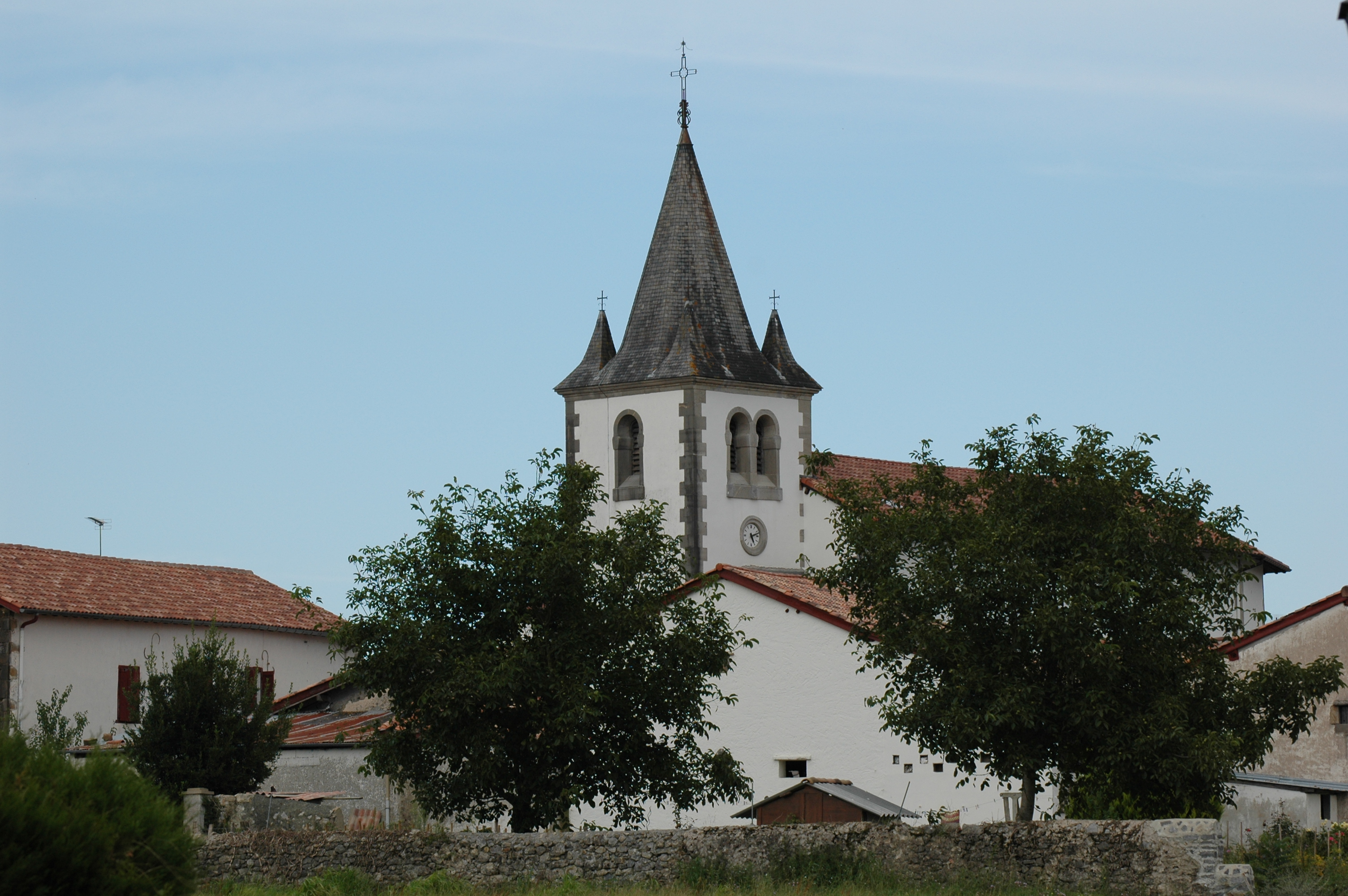
Kirche Saint-Pierre von Armendarits

- Kirche Saint-Pierre von Armendarits, heute gewidmet dem Apostel Simon Petrus. Von der im Mittelalter gebauten, der Maria, Mutter Jesu geweihten Kirche hat nichts die Jahrhunderte überdauert. Im 17. und im 18. Jahrhundert wurde die heutige Kirche umfassend umgebaut, vergrößert und mit einer Wandmalerei ausgestattet. In der Mitte des 19. Jahrhunderts und erneut im 20. Jahrhundert wurde das Gebäude restauriert und bietet heute einen Innenraum, der typisch für ländliche Kirchen im Baskenland ist.[9][10] Das Kirchenschiff wird von zweigeschossiges Emporen aus Holz entlang der West-, Nord- und Südwand überragt, die über Innentreppen erreichbar sind. Die Plätze auf den Emporen sind traditionell den Männern vorbehalten, die Frauen setzen sich auf die Kirchenbänke im Kirchenschiff. Der Chorgesang wird von Männerchören von den Tribünen gehalten.[11] Der Altar zeigt auf der der Gemeinde zugewandten Seite drei Szenen aus dem Leben Jesu Christi. In der Mitte wird Jesus mit seinen Aposteln gezeigt, wie sie das letzte Abendmahl feiern, links die Auferstehung Jesu Christi, rechts Jesu Erscheinung beim Apostel Thomas, der an der Auferstehung Jesu zunächst gezweifelt hatte. Die Möglichkeit der Erschaffung dieser realistischen Darstellungen ist einer der Auswirkungen der Beschlüsse im Konzil von Trient im 16. Jahrhundert.[12] In diesem Zusammenhang ist auch der Altaraufsatz aus dem 18. Jahrhundert zu sehen, der Hauptpersonen der katholischen Kirche in einem barocken Stil darstellt, der im Nieder-Navarra weit verbreitet ist. Das Gemälde im Zentrum zeigt Mariä Aufnahme in den Himmel im göttlichen Licht, den Arm und den Blick nach oben gerichtet. Gott der Vater blickt von oben herab, ein Zepter in der linken Hand, eine Weltkugel mit aufgesetztem Kreuz in der rechten. Aus zwei seitlichen Nischen blicken Petrus, zu erkennen an seine Schlüssel, und Paulus von Tarsus, zu erkennen an dem Schwert, durch das er hingerichtet sein soll, auf die Gemeinde herab. Am unteren Teil des Altaraufsatzes schildern Gemälde zu beiden Seiten des Tabernakels Ereignisse aus der Bibel.[13]
- Außerhalb des Ortszentrums, im Ortsteil Jauregia, befindet sich ein Herrenhaus, das bereits im 1256 im Besitz der adeligen Familie Armendarits als domus de armendaridz erwähnt wurde. 1585 ging es in den Besitz der Familie Montréal über. 1634 wurde der Adelstitel auf ein Baronat gehoben und dieser neue Titel war der Anlass, das Gebäude zu einem großen Teil neu zu bauen, so dass vom ursprünglichen Herrensitz nichts geblieben ist. In der ersten Hälfte des 19. Jahrhunderts war das Schloss zumindest ein Nebenschauplatz der Weltgeschichte. Carlos María Isidro de Borbón protestierte gegen die Bestimmung seiner Nichte für die Thronfolge Spaniens und zettelte einen Bürgerkrieg an, den sogenannten ersten Karlistenkrieg, der zwischen 1833 und 1839 dauerte. In dieser Zeit fand Don Carlos immer wieder Zuflucht in diesem Schloss. Es war lange Zeit danach unbewohnt und erfuhr eine Restaurierung im 20. Jahrhundert.[14][15]

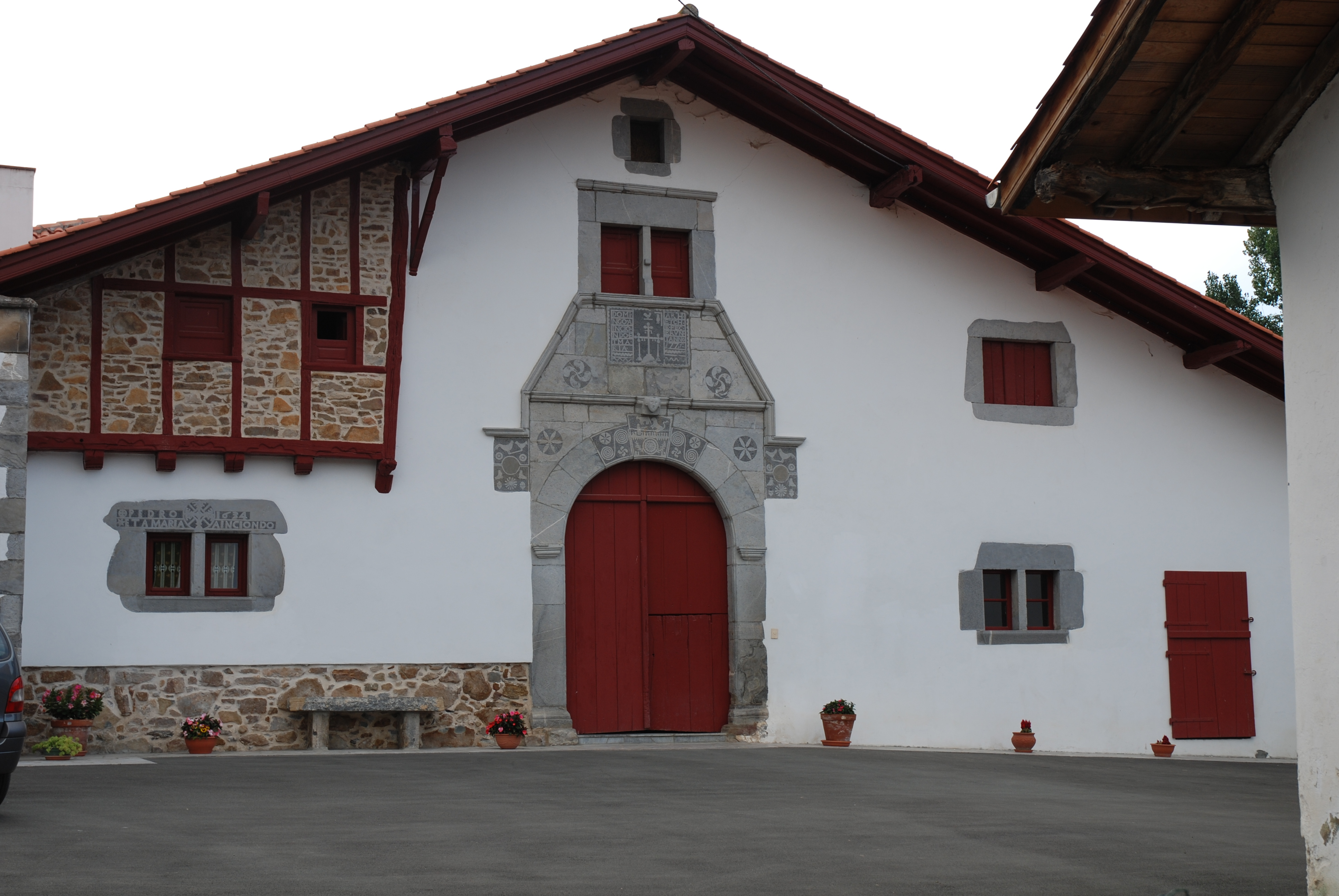
„Nieder-Navarra-Haus“ in Armendarits

- Nieder-Navarra-Haus. An diesem Haus lassen sich die wichtigsten Eigenschaften eines typischen Hauses in Nieder-Navarra entdecken. Die Eingangstür ist von Quadersteinen umbaut, dass der Eingang in der Gesamtheit die Form einer Flasche hat. Im Sturz oberhalb eines der Fenster ist auf grauem Felsgestein das Datum 1634 und die Namen der Besitzer, „Pedro eta Maria Ainciondo“, eingemeißelt. Ein Kreuz in der Mitte erinnert an die scheibenförmigen Grabstelen, wie sie auf den meisten Friedhöfen im Baskenland anzutreffen sind. Holzfachwerk ist bei vielen Häusern im Nieder-Navarra zu sehen, immer in Höhe der ersten Etage, selten über die gesamte Breite der Fassade, meist auf einer der Seiten, wie bei diesem Haus, oder zentral. Die Fenster sind relativ klein gehalten.[16][17]

- Befestigtes Lager aus der Frühgeschichte, auf dem 334 m hohen Hügel Elhigna am Ostrand des Gemeindegebiets.[18]

## Wirtschaft und Infrastruktur
Armendarits liegt in den Zonen AOC des Ossau-Iraty, ein traditionell hergestellter Schnittkäse aus Schafmilch, sowie der Schweinerasse und des Schinkens „Kintoa“.

### Verkehr
Armendarits ist angeschlossen an die Routes départementales 8, 245, 300 und 408.

## Persönlichkeiten
Bernard Renau d’Elicagaray (2. Februar 1652 – 30. September 1719), geboren in Armendarits, Ingenieur und Offizier der französischen Marine unter dem König Ludwig XIV. Er verfasste 1689 die „Theorie über die Steuerung von Segelschiffen“ (frz. De la théorie de la manœuvre des vaisseaux) und entwickelte die Bombarde, ein spezieller Typ eines Kriegsschiffs.